# Colli Morenici Mantovani del Garda bianco
Il Colli Morenici Mantovani del Garda bianco è un vino DOC la cui produzione è consentita nella provincia di Mantova.

## Caratteristiche organolettiche
- colore: giallo paglierino
- odore: profumo delicato, caratteristico
- sapore: asciutto, sapido, armonico

## Produzione
Provincia, stagione, volume in ettolitri
- nessun dato disponibile